# Medi Agrahara, Bangalore North
Medi Agrahara là một làng thuộc tehsil Bangalore North, huyện Bangalore Urban, bang Karnataka, Ấn Độ.